# Waterloo & Robinson
Waterloo & Robinson sono un duo musicale austriaco attivo dagli anni '70 e composto da Johann Kreuzmayr ("Waterloo") e Josef Krassnitzer ("Robinson").
Il duo ha partecipato in rappresentanza dell'Austria all'Eurovision Song Contest 1976 gareggiando con il brano My Little World e classificandosi al 5º posto finale.

## Discografia parziale
- 1974 – Sing my song
- 1975 - Please love me
- 1975 - Unsere Lieder
- 1976 - Songs
- 1976 - Clap your hands
- 1976 - The best of Waterloo & Robinson 1971 - 1976
- 1977 - Beautiful time
- 1977 - The Original
- 1978 - Wild, wild land
- 1980 - Brand new start
- 1980 - Ich denke oft an...
- 1981 - Spiegelbilder
- 1982 - Unsere schönsten Lieder
- 1982 - Ihre 16 größten Erfolge
- 1988 - Poptakes
- 1992 - Weihnachten mit Waterloo & Robinson
- 1994 - Powertime
- 1995 - Private Collection
- 1998 – Master Series
- 1999 - Hollywood 2000
- 2002 - Marianne